# جيمس فرانك غيليام
جيمس فرانك غيليام (بالإنجليزية: James Frank Gilliam)‏ هو باحث في تاريخ العصور الكلاسيكية وأستاذ جامعي أمريكي، ولد في 14 مارس 1915 في سياتل في الولايات المتحدة، وتوفي في 16 مارس 1990 في برينستون في الولايات المتحدة.